# Pomona (Californië)
Pomona is een stad in de Amerikaanse staat Californië en telt 149.473 inwoners. Het is hiermee de 137e stad in de Verenigde Staten (2000). De landoppervlakte bedraagt 59,0 km², waarmee het de 209e stad is.

## Geboren in Pomona
- Bob Seagren (1946), atleet
- Robert Tarjan (1948), informaticus
- Tom Waits (1949), zanger, componist, acteur en schrijver
- Mark McGwire (1963), honkballer
- Todd Field (1964), acteur, scenarioschrijver en regisseur
- Ellen Harvey (1965), actrice
- Jessica Alba (1981), actrice

## Demografie
Van de bevolking is 6,4 % ouder dan 65 jaar en bestaat voor 15,4 % uit eenpersoonshuishoudens. De werkloosheid bedraagt 6,6 % (cijfers volkstelling 2000).
Ongeveer 64,5 % van de bevolking van Pomona bestaat uit hispanics en latino's, 9,6 % is van Afrikaanse oorsprong en 7,2 % van Aziatische oorsprong.
Het aantal inwoners steeg van 132.328 in 1990 naar 149.473 in 2000.

## Klimaat
In januari is de gemiddelde temperatuur 12,4 °C, in juli is dat 23,7 °C. Jaarlijks valt er gemiddeld 422,1 mm neerslag (gegevens op basis van de meetperiode 1961-1990).

## Plaatsen in de nabije omgeving
De onderstaande figuur toont nabijgelegen plaatsen in een straal van 16 km rond Pomona.